# 暗色塚雉
暗色塚雉（学名：Megapodius freycinet）是一种中等体型的塚雉，其身长可达41 cm (16 in)，两性形态相似，有短而尖的羽冠、裸露的红色面部皮肤、黑色的腿部、棕色的虹膜和深棕色、黄色的喙。这种地栖鸟类生活在印度尼西亚马鲁古群岛和四王群岛的森林和沼泽地之中。像其他塚雉一样，它把卵产在由混合了树叶、沙子、砾石和树枝的泥土制成的土墩里，土墩直径可达11米（36英尺）高度可达5米（16英尺）。
曾有许多学者将比岛塚雉视为该物种的一个亚种，但目前大多数研究人员都公认两者其实是不同的物种。与此同时，许多学者认为亚种M. f. forsteni其实是一个独立的物种（M. forstenii），形态学和分子学证据证明两者的关系相当之近，实际上确实应该是一个物种。塚雉属的大多数成员都曾被列为暗色塚雉的亚种，但今天，所有主要的权威机构都认为这是不正确的。
种加词意在纪念法国探险家路易士·凡席奈特。
在大部分分布范围内，暗色塚雉都是相当常见的物种，因此世界自然保护联盟濒危物种红色名录中这种鸟被评估为无危物种。

### 脚注
1. ↑  BirdLife International. . The IUCN Red List of Threatened Species. 2016, 2016: e.T22678602A92780753  [12 November 2021]. doi:10.2305/IUCN.UK.2016-3.RLTS.T22678602A92780753.en .
2. ↑  Campbell & Lack 1985，第345頁

### 引用文本
- Campbell, Bruce; Lack, Elizabeth (编), , Carlton, England: T and A D Poyser, 1985, ISBN 0-85661-039-9

## 相关链接
- BirdLife Species Factsheet （页面存档备份，存于）